# Saint Himerius
Pour les articles homonymes, voir Himerius (homonymie).
Saint Himerius ou saint Hymerius (parfois orthographié sans H initial), francisé en  saint Imier, est un moine ermite vraisemblablement né à Lugnez dans le Jura, Royaume de Bourgogne (534-843) et ayant vécu aux VIe et VIIe siècles. Trois communes portent son nom : Saint-Imier (Suisse), Saint-Ismier (France) et Saint-Hymer (France).

## Biographie
D'un point de vue purement historique, peu de choses précises sont disponibles sur lui. Des récits de sa vie ont néanmoins été rédigés, mais ils sont à considérer comme hagiographiques.

### Vita Sancti Himerii
Le document le plus ancien dont on dispose est un manuscrit en latin intitulé Vita Sancti Hymerii (ou Vita Sancti Ymerii (« Vie de Saint Himerius »)), issu de l'abbaye d'Hauterive et conservé à la bibliothèque cantonale de Fribourg. Xavier Kohler (1823-1891), bibliothécaire et enseignant, en a publié le texte en 1861-1862 dans les actes de la Société jurassienne d'émulation. Marius Besson (1876-1945), prêtre suisse, évêque et professeur d'histoire du Moyen Âge, a eu connaissance, au début du XXe siècle, de deux exemplaires supplémentaires, l'un à la bibliothèque de La Haye, l'autre, conservé à Münster (Westphalie), qui a depuis disparu au cours des bombardements de la Seconde Guerre mondiale, ce qui lui a permis de faire des recoupements,.
D'après les historiens, ce document aurait été composé entre la fin du Xe et le début du XIIe siècle,.
Le texte original en latin est disponible en ligne sur le site de la Bibliothèque Monastique Saint Benoît.
On y trouve aussi une traduction en français.
Résumé :
Himerius, issu d'une famille libre de Lugnez, fut très tôt attiré par la religion chrétienne. Après une tentative de construction d'un oratoire dans la propriété de son père, il décida de se retirer, avec son serviteur Edelbertus (Elbert), dans le val de Suze [aujourd'hui vallon de Saint-Imier]. Il s'efforça de le défricher et de le mettre en culture, mais n'obtint aucune récolte. Il prit cela pour une épreuve divine, et se rendit à Lausanne, espérant s'installer à proximité de l'évêché, mais ne trouva aucun endroit à sa convenance.
Il décida alors de s'embarquer pour la Terre sainte, où il pèlerina pendant trois ans. Il y apprit les langues syriaque et arabe. À cette époque, un griffon dévastait une certaine île peuplée de païens, qu'il dévorait. Le roi adressa une lettre aux habitants de Jérusalem, déclarant que lui-même et son peuple se convertiraient si un saint homme venait les débarrasser du monstre. Le patriarche donna alors mission à Himerius de s'y rendre. Grâce à un signe de croix et une prière, la créature perdit définitivement toute agressivité, puis s'envola « aux confins de la Terre ». Himerius avait auparavant obtenu du griffon qu'il s'arrache une griffe et la lui remette en témoignage. Après avoir baptisé et instruit dans la foi le roi et son peuple, Himerius se rembarqua pour Jérusalem puis regagna à pied son pays natal.
Il voulut s'installer dans un lieu nommé Ciriliacus [vraisemblablement Cerlier selon les exégètes], mais les gens de l'endroit l'en chassèrent. Alors il lui vint l'idée de retourner dans le val de Suze. Un signe lui indiqua l'emplacement où s'installer : il y construisit un oratoire en l'honneur de saint Martin. Il termina sa vie en s'infligeant diverses mortifications. Après sa mort, toutes sortes de miracles se produisirent au voisinage de ses reliques.
Le tome XIII des  Petits Bollandistes (1876), sous la date du 12 novembre, donne quelques informations complémentaires.
Résumé :
Né au château de Lugnez, Himerius, attiré par la vie monastique, se rend dans le val de Suze voisin, où il mène une vie solitaire, et où il érige une chapelle en l'honneur de saint Martin. Il est rejoint par de nombreux disciples. Il meurt en 615. Des miracles se produisent près de son tombeau. Le vallon prend le nom de val Saint-Imier. La communauté, qui perdure, est à l'origine de la celle de Saint-Imier [dont il est question dans une charte de l'empereur Charles III le Gros du 20 septembre 884]. En 933, Berthe reine de Bourgogne (907-ca. 966) y fonde un chapitre collégial de douze chanoines, qui subsiste jusqu'à la Réforme en 1550. À cette époque les protestants brûlent et dispersent les reliques de saint Imier,,.

### Aspect historique
Comme repères chronologiques concernant la vie du saint, on dispose de deux dates :
- Dans la mesure où l'on admet l'épisode mentionné dans la Vita Sancti Himerii du passage à l'évêché de Lausanne, étant donné que le transfert de l'évêché d'Avenches à Lausanne a eu lieu, selon les historiens, sous l'épiscopat de Marius d'Avenches, inhumé à Lausanne en 594, cela les amène à considérer qu'Himerius était en vie au tournant des VIe et VIIe siècles[14],[2].
- 884 : Une charte de l'Empereur Charles III le Gros, datée du 20 septembre 884 confirme certaines donations à l'abbaye de Moutier-Grandval, dont la cella Sancti Hymerii[11]. Cette source historique valide avec certitude l'existence d'un établissement religieux dédié à saint Himerius, et indique qu'il est mort avant cette date (terminus ante quem).

Enfin, en 1986/1987 et 1990, des fouilles archéologiques ont été conduites à Saint-Imier au niveau de l'ancienne église saint-Martin. Elles attestent une occupation certaine du lieu entre le Ve et le VIIIe siècle, datation cohérente avec les dires de l'hagiographie,.

## Fête et attribut
Le culte rendu à saint Imier a été approuvé par la Congrégation des rites, par un décret du 27 janvier 1853.
Il est commémoré le 12 novembre, jour de sa mort selon la tradition,,.
Son attribut est un griffon.

## Toponymie

### Paroisses (aujourd'hui communes)
- Saint-Imier : La première mention écrite figure dans une charte de l'empereur Charles III le Gros du 20 septembre 884[11].
- Saint-Hymer : La source la plus ancienne se trouve dans le cartulaire de Saint-Ymer-en-Auge, qui a fait l'objet d'une édition moderne en 1908 (où l'on peut voir diverses orthographes). Il s'agit de l'acte de fondation du prieuré de Saint-Hymer (Normandie) (en latin Sanctus Ymerius) par Hugues II de Montfort[18], datant de 1066-1067, à la fin duquel Maurilius, archevêque de Rouen de 1055 à 1067, confirme un anathème  auquel s'exposerait toute personne ne respectant pas cette charte, et où Guillaume le Conquérant (en latin Willelmus princeps Northmannorum) appose son sceau (sigillum)[19].
- Saint-Ismier : L'historien Ulysse Chevalier, dans son Regeste dauphinois, édité en 1912, relève l'existence de la paroisse de Saint Ismier [en Dauphiné, aujourd'hui en Isère] dès l'an 1070 sous le libellé de S. Himerii (« [paroisse] de S. Himerius » en latin)[20].

### Églises
Les églises de plusieurs paroisses sont dédiées à saint Himerius :
- En France : Battenheim (« Saint Imier »), Berentzwiller (« Saint Imier »), Gunsbach (« Saint Imier »), en Alsace, et Saint-Hymer (« Saint Hymer »), en Normandie.

Paradoxalement, l'église de Saint-Ismier est dédiée à saint Philibert depuis 1850, à la demande de l'évêque de Grenoble Philibert de Bruillard,. Elle est, depuis 2000, un des « clochers » de la paroisse Saint Martin du Manival.
- En Suisse : outre Saint-Imier (collégiale de Saint Imier), Courchapoix et Develier ont également leur église « Saint Imier ».